# Episodi di Californication (seconda stagione)
La seconda stagione di Californication è andata in onda sul canale televisivo statunitense Showtime dal 28 settembre al 14 dicembre 2008. In Italia è stata trasmessa da Italia 1 dal 7 ottobre al 9 dicembre 2009.
| nº | Titolo originale                    | Titolo italiano                | Prima TV USA      | Prima TV Italia  |
| -- | ----------------------------------- | ------------------------------ | ----------------- | ---------------- |
| 1  | Slip of the Tongue                  | Lapsus linguae                 | 28 settembre 2008 | 7 ottobre 2009   |
| 2  | The Great Ashby                     | Il grande Ashby                | 5 ottobre 2008    | 14 ottobre 2009  |
| 3  | No Way to Treat a Lady              | Peccato che sia una sgualdrina | 12 ottobre 2008   | 21 ottobre 2009  |
| 4  | The Raw & The Cooked                | Invito a cena con bebè         | 19 ottobre 2008   | 28 ottobre 2009  |
| 5  | Vaginatown                          | Vaginatown                     | 26 ottobre 2008   | 4 novembre 2009  |
| 6  | Cocke Dick & The First Kick         | Una controfigura per Daisy     | 2 novembre 2008   | 11 novembre 2009 |
| 7  | In a Lonely Place                   | Dentro la solitudine           | 9 novembre 2008   | 18 novembre 2009 |
| 8  | Going Down and Out in Beverly Hills | Su e giù per Beverly Hills     | 16 novembre 2008  | 25 novembre 2009 |
| 9  | La Ronde                            | Il gioco delle coppie          | 23 novembre 2008  | 2 dicembre 2009  |
| 10 | In Utero                            | Nell'utero                     | 30 novembre 2008  | 9 dicembre 2009  |
| 11 | Blues From Laurel Canyon            | Un blues da Laurel Canyon      | 7 dicembre 2008   | 9 dicembre 2009  |
| 12 | La Petite Mort                      | La piccola morte               | 14 dicembre 2008  | 9 dicembre 2009  |

## Lapsus linguae
- Titolo originale: Slip of the Tongue
- Diretto da: David Duchovny
- Scritto da: Tom Kapinos

### Trama
Hank e Karen, tornati insieme, mettono in vendita la loro casa di Los Angeles con l’intenzione di ritornare a New York, nonostante la contrarietà della figlia Becca. Convinto da Karen, Hank si sottopone ad una vasectomia. Ad una festa, a causa di un malinteso, Hank si dimostra ancora una volta apparentemente inaffidabile e, durante la susseguente discussione con Karen, viene fermato dalla polizia.

## Il grande Ashby
- Titolo originale: The Great Ashby
- Diretto da: David Von Ancken
- Scritto da: Tom Kapinos

### Trama
Hank finisce in prigione e Karen si rifiuta di pagargli la cauzione, convinta che il tempo passato in cella servirà ad Hank per riflettere. Mentre è in prigione, Hank incontra il produttore discografico Lew Ashby, che cerca di convincerlo a scrivere la sua biografia. Nel frattempo, Charlie viene licenziato dal suo capo dopo essere stato filmato mentre si masturba in ufficio.

## Peccato che sia una sgualdrina
- Titolo originale: No Way to Treat a Lady
- Diretto da: John Dahl
- Scritto da: Gina Fattore

### Trama
Hank inizia a frequentare Ashby per scriverne la biografia. Nel frattempo Charlie, rimasto senza lavoro, riconosce in un bar un’attrice porno incontrata in precedenza nel salone della moglie e si offre di farle da agente, ma senza ottenere molto successo. Karen finisce per litigare con Hank dopo aver conosciuto Trixie, una prostituta con cui Hank era stato una volta prima di tornare con Karen.

## Invito a cena con bebè
- Titolo originale: The Raw & The Cooked
- Diretto da: David Von Ancken
- Scritto da: Tom Kapinos

### Trama
Hank chiede a Karen di sposarlo. In occasione di una cena organizzata dalla coppia per comunicare la notizia agli amici si scopre che il padre del bambino di Sonia, donna presentata a Hank da Karen quando non stavano insieme, sia proprio lo scrittore.
Alla fine della serata i due cercano di chiarirsi, ma Karen decide di rifiutare la proposta di matrimonio.

## Vaginatown
- Titolo originale: Vaginatown
- Diretto da: Ken Whittingham
- Scritto da: Jay Dyer

### Trama
Hank si trasferisce a casa di Ashby rituffandosi nella vecchia vita fatta di donne e alcool e finisce a letto con una cuoca televisiva ninfomane (Meredith Monroe). Daisy chiede a Charlie di diventare il suo agente dopo essere rimasta senza lavoro proprio a causa sua. Charlie accetta e riesce a organizzare un incontro con un regista in procinto di girare un importante film pornografico, ma a cui mancano i finanziamenti. Charlie finisce per investire nel film una cifra considerevole.

## Una controfigura per Daisy
- Titolo originale: Cocke Dick & The First Kick
- Diretto da: Michael Lehmann
- Scritto da: Gina Fattore & Gabriel Roth

### Trama
Hank, in cerca di informazioni per il suo libro, si reca dalla donna (Mädchen Amick) di cui Ashby era innamorato, ma viene cacciato in malo modo dal marito prima di riuscire a parlarle. Tornato a casa, sorprende Julien, compagno di Sonia, mentre fa sesso con una ragazza.
Charlie, ora finanziatore del film hard in cui Daisy è attrice, gira l'ultima scena di "Vaginatown" a casa sua e finisce per discutere con Marcy a causa della sua dipendenza dalla cocaina. Per problemi con l'attore protagonista, lo stesso Charlie è costretto a girare l'ultima scena del film con Daisy. Dopo essere stato a letto con una giornalista di Rolling Stones, Hank scopre che Ashby si è portato a letto Mia.

## Dentro la solitudine
- Titolo originale: In a Lonely Place
- Diretto da: Jake Kasdan
- Scritto da: Tom Kapinos

### Trama
Hank cerca, senza successo, di convincere Ashby a evitare di avere nuovamente rapporti con Mia. Dopo aver partecipato con Karen all'incontro con un'insegnante della figlia (Justine Bateman), passa la notte proprio a casa di quest'ultima che si scopre essere la madre di Damien (Ezra Miller), il ragazzo che ora frequenta Becca. La figlia di Hank, nel prendere le difese del padre, finisce per litigare con Damien. Charlie, dopo aver subito le minacce dell'ex agente di Daisy, che pretende un risarcimento per la rottura del contratto che l’attrice aveva con lui, scopre che la moglie ha speso gran parte dei loro soldi per acquistare cocaina. Hank riesce a far riappacificare Becca con Damien. Bevendo l'ultimo drink al bar, Hank incontra la donna (Mädchen Amick) di cui Ashby era innamorato e a cui lo scrittore aveva dato appuntamento.

## Su e giù per Beverly Hills
- Titolo originale: Going Down and Out in Beverly Hills
- Diretto da: Danny Duchovny
- Scritto da: Daisy Gardner

### Trama
Hank fa visita per la seconda volta alla donna (Mädchen Amick) di cui Ashby era innamorato, in cerca di informazioni per il suo libro, scoprendo che il marito la tradisce per la cameriera, fatto che però non la sorprende. Hank fa l'amore con la cameriera e poi minaccia il suo datore di lavoro affinché la lasci in pace e smetta di costringerla ad un rapporto che lei non desidera più. Charlie costringe la moglie a passare qualche tempo dalla mamma per disintossicarsi e, durante la sua assenza, l'agente finisce a letto con Daisy. Karen scopre che l'uomo maturo che Mia frequenta è Lew Ashby. Recatasi dal produttore per chiedere spiegazioni, cade accidentalmente dalle scale e, dopo averla curata, Lew cerca di sedurla. Karen fugge ma, più tardi, si lascerà sfuggire un’allusione sull’accaduto per ingelosire Hank.

## Il gioco delle coppie
- Titolo originale: La Ronde
- Diretto da: Adam Bernstein
- Scritto da: Gina Fattore

### Trama
Charlie, Hank e Karen vanno a trovare Marcy al centro di disintossicazione. Inizia il gioco delle coppie: Ashby, dopo aver parlato con Hank e scoperto che lo scrittore ha in programma un incontro con Janie (Mädchen Amick), la donna di cui è ancora innamorato, invita Karen ad una serata a sorpresa. Daisy manda a monte l'appuntamento con un ragazzo per rimanere con Charlie. Alla fine del suo appuntamento, Hank rifiuta di spingersi oltre con Janie a cui consiglia di tornare con Ashby. Nonostante numerose avances fatte da Lew durante il loro incontro, Karen non cede. Al rientro a casa incontra Hank ed i due riescono a riappacificarsi, passando la notte insieme come una volta. Karen però nota uno strano bozzo nelle parti intime del compagno.

## Nell'utero
- Titolo originale: In Utero
- Diretto da: David Von Ancken
- Scritto da: Tom Kapinos

### Trama
Karen accompagna Hank dal medico. Lo scrittore, molto preoccupato nell'attesa di una telefonata che gli comunichi l'esito della visita, scopre che Ashby ha baciato Karen durante la serata a sorpresa. Tornando a casa, trova Lew a parlare con Karen e scoppia in una scenata di gelosia. I due poi si chiariscono mentre il medico comunica a Hank che non ha nulla di grave. Daisy confida a Charlie di voler abbandonare il porno e di voler iniziare una vita normale. Vari flashback rievocano l’inizio della storia fra Hank e Karen quando lei si accorse di aspettare Becca.

## Un blues da Laurel Canyon
- Titolo originale: Blues From Laurel Canyon
- Diretto da: Michael Lehmann
- Scritto da: Gina Fattore

### Trama
Ashby organizza una festa per l'uscita del libro di Mia. Al party Becca si chiude in bagno dopo aver visto Damien (Ezra Miller) baciare un'altra. Ashby riesce a consolarla guadagnando punti agli occhi di Karen. Marcy e Charlie incontrano Daisy e parlando viene a galla la storia tra l'agente e l'attrice. Charlie, ormai alle strette, confessa tutto dicendo di voler divorziare per stare con la giovane donna.
Alla fine della festa arriva anche Janie (Mädchen Amick). Ashby è evidentemente emozionato, ma Hank lo convince a parlarle. Prima di scendere sniffa quella che crede essere cocaina, ma che in realtà si rivela essere eroina. Cade così a terra, privo di sensi.

## La piccola morte
- Titolo originale: La Petite Mort
- Diretto da: Bart Freundlich
- Scritto da: Tom Kapinos

### Trama
Hank conclude il libro su Ashby, immagina di parlare con lui, morto a causa di un’overdose di cocaina, e, sulla sua tomba, incontra Mia, in procinto di partire per un tour promozionale del suo libro. Charlie inizia a pentirsi di aver lasciato Marcy per mettersi con Daisy, ma Marcy non ne vuole più sapere di lui. Hank scopre di non essere il padre del figlio di Sonia, che partorisce un bambino di colore. Questo lo aiuta a tornare insieme a Karen che riceve una proposta di lavoro a New York, dove vorrebbe trasferirsi con Becca, che, grazie anche alla mediazione di Hank, si riconcilia con Damien (Ezra Miller). Per non costringerla ad abbandonare la città ed il suo ritrovato ragazzo, Hank decide di lasciar partire Karen per la grande mela da sola, rimanendo con Becca in California.